# آرنو ژر
آرنو ژر (فرانسوی: Arnaud Geyre‎; ۲۱ آوریل ۱۹۳۵ – ۲۰ فوریهٔ ۲۰۱۸) دوچرخه‌سوار اهل فرانسه بود.
وی در مسابقات کشوری و بین‌المللی در مجموع برندهٔ ۱ مدال طلا، ۱ مدال نقره شده‌است.